# Stazione di Nago-Torbole
La stazione di Nago-Torbole era una fermata ferroviaria posta sulla ferrovia Rovereto-Arco-Riva. Serviva il comune di Nago-Torbole.

## Storia
Attivata nel 1891, la stazione fu dismessa all'atto della chiusura della linea, nel 1936, per poi essere totalmente dismessa.

## Strutture e impianti
La fermata era costituita da un fabbricato viaggiatori. Ad oggi il fabbricato è stato convertito in abitazione privata mentre i binari sono stati smantellati.